# 21724 Ratai
21724 Ratai este un asteroid din centura principală de asteroizi.

## Descriere
21724 Ratai este un asteroid din centura principală de asteroizi. A fost descoperit pe 9 septembrie 1999 la Socorro, New Mexico, în cadrul proiectului LINEAR. Asteroidul prezintă o orbită caracterizată de o semiaxă mare de 2,33 ua, o excentricitate de 0,13 și o înclinație de 5,7° în raport cu ecliptica.